# Anna Brillowska-Dąbrowska
Anna Brillowska-Dąbrowska (ur. 1971 w Gdańsku) – polska uczona, doktor habilitowany nauk chemicznych, specjalizująca się m.in. w biologii komórki. Prodziekan Wydziału Chemicznego Politechniki Gdańskiej Politechniki Gdańskiej.

## Życiorys
Anna Brillowska-Dąbrowska, urodzona w 1971 r. w Gdańsku, ukończyła w 1996 r. na Wydziale Chemicznym PG studia magisterskie na kierunku Biotechnologia. Stopień doktora uzyskała w 2001 r. W 2013 r. uzyskała stopień doktora habilitowanego.
W latach 2001–2003 odbyła staż podoktorski w Statens Serum Institut (Dania), jako stypendystka Marie Curie Fellowship w 5. Programie Ramowym. W 2004 r. została zatrudniona na stanowisku naukowiec w Statens Serum Institut w Danii w Jednostce Mikologii i Parazytologii. W 2006 r. została zatrudniona w Katedrze Biotechnologii Molekularnej i Mikrobiologii Politechniki Gdańskiej. Obecnie pełni funkcję prodziekana ds. kształcenia Wydziału Chemicznego (kadencja 2016–2020).
Działalność naukowa Anny Brillowskiej-Dąbrowskiej skupiona jest na diagnostyce molekularnej zakażeń grzybowych oraz badaniu mechanizmów oporności grzybów na stosowane antymikotyki. Dorobek publikacyjny obejmuje 29 artykułów w czasopismach naukowych z bazy JCR, 2 skrypty akademickie oraz 1 wdrożony patent międzynarodowy. Recenzentka w postępowaniu doktorskim i habilitacyjnym, wniosków grantowych krajowych i zagranicznych oraz manuskryptów publikacji w czasopismach z listy JCR. Kierownik grantów KBN, MNiSW i NCN. Publikacje Anny Brillowskiej-Dąbrowskiej uzyskały ponad 300 niezależnych cytowań (indeks Hirscha 11). Prowadzi współpracę z wieloma ośrodkami naukowymi krajowymi i zagranicznymi, w tym m.in. z Danii, Szwecji i Hiszpanii.